# Marlip Indo Mandiri
Marlip Indo Mandiri – indonezyjski producent elektrycznych mikrosamochodów z siedzibą w Bandungu, działający od 1996 roku. 

## Historia
Przedsiębiorstwo Marlip Indo Mandiri powstało z inicjatywy Indonezyjskiego Instytutu Nauk, za cel obierając rozwój pierwszych w historii lokalnego przemysłu motoryzacyjnego samochodów elektrycznych. Firma z powodzeniem zarejestrowała patent na własnej konstrukcji w pełni elektryczny układ napędowy, by w 2005 roku przedstawić prototypy poruszających się w ruchu ulicznym prototypów mikrosamochodów. Odkryty, dwumiejscowy SmartCar wyróżniał się dostosowaniem do zatłoczonych miejskich dróg, rozpędzając się do 40 km/h i oferując zasięg na jednym ładowaniu wynoszący maksymalnie 300 kilometrów.
Po budowie prototypów indonezyjskie przedsiębiorstwo przeszło do produkcji mikrosamochodów pod marką Marlip pełniących funkcję nie tylko wózków golfowych, ale i radiowozów patrolowych, pojazdów dla służb miejskich czy infrastruktury turystycznej na terenie kraju, zaspokajając lokalne potrzeby.

## Modele samochodów

### Obecnie produkowane
- Golfo
- Patrol
- Polantas

### Studyjne
- Marlip EV (2005)
- Marlip SmartCar (2005)